# Jens Back
Jens Back, född 1977, är en svensk musiker (klaviaturspelare). Född i Kisa i Östergötland, bosatt i Stockholm. Han har sedan 1998 spelat tillsammans med Lars Winnerbäck och ingår i dennes kompband Hovet. Han spelar även i Hjärtats orkester och medverkade på Ulf Lundells skiva Club Zebra. Sedan 2007 har Jens Back jobbat som producent på sitt eget företag, åt bl.a. artister som Jenny Silver och Jonathan Fröberg.